# Ивонино (Московская область)
Ивонино — деревня в Одинцовском районе Московской области, в составе сельского поселения Часцовское.
Располагается на правом берегу реки Островни (по факту — на обеих берегах реки) между Голицыно и Кубинкой.
От Москвы до деревни Ивонино можно добраться от Белорусского вокзала (западное направление) на пригородной электричке, остановка «станция Петелино». Близлежащие магистрали — Можайское (так называемая Старая Смоленская Дорога) и Минское шоссе.
| 2002 | 2006 | 2010 |
| ---- | ---- | ---- |
| 19   | →19  | ↗25  |

## История
Название владельческое: от имени Ивон или фамилии Ивонин. Ивонино впервые упоминается в 1678 г., как вотчина А. Ф. Болтина (будучи воеводой в Старом Быхове в 1662 году отбил нападение поляков с литвинами, за что заслужил царскую милость), описание отметило здесь двор с 8 холопами.
По данным «Экономических примечаний» конца XVIII в. Ивонино принадлежало Наталье Ивановне Нарышкиной и здесь имелось 2 двора, где зафиксировано 18 душ обоего пола. По сведениям 1852 г. деревня Ивонино — из одного двора, где было 5 мужчин и 7 женщин, находилась во владении действительного статского советника Петра Петровича Бекетова. Статистика 1890 г. сообщает, что в Ивонине было 25 жителей. Земли сельского поселения Часцовское до революции 1917 года входили в состав Звенигородского уезда Московской губернии.
Перепись 1926 г. зафиксировала в Ивонино 16 крестьянских хозяйств и 86 человек, по материалам 1989 г., численность постоянного населения — 28 человек и 34 хозяйства.